# Оскар Давид Ромеро
Оскар Ромеро (ісп. Óscar David Romero; нар. 4 липня 1992, Фернандо-де-ла-Мора) — парагвайський футболіст, півзахисник, нападник клубу «Ботафогу» (Ріо-де-Жанейро).
Виступав, зокрема, за клуб «Серро Портеньйо», а також національну збірну Парагваю.

## Клубна кар'єра
Народився 4 липня 1992 року в місті Фернандо-де-ла-Мора. Вихованець футбольної школи клубу «Серро Портеньйо». Дорослу футбольну кар'єру розпочав 2011 року в основній команді того ж клубу, в якій провів чотири сезони, взявши участь у 90 матчах чемпіонату.  Більшість часу, проведеного у складі «Серро Портеньйо», був основним гравцем команди.
До складу клубу «Расинг» (Авельянеда) приєднався 2015 року. Відтоді встиг відіграти за команду з Авельянеди 47 матчів у національному чемпіонаті.
З 2017 по 2019 роки захищав кольори китайського клубу «Шанхай Шеньхуа». За цей час один рік на правах оренди відіграв за іспанський «Депортіво Алавес»
У 2019 році уклав дворічний контракт з клубом «Сан-Лоренсо».
У лютому 2022 року перейшов до клубу «Бока Хуніорс» з яким уклав дворічний контракт.
9 серпня 2023 року Оскар перейшов до турецької команди «Пендікспор».
18 березня 2024 року парагваєць уклав однорічну угоду з клубом «Ботафогу» (Ріо-де-Жанейро).

## Виступи за збірну
2013 року дебютував в офіційних матчах у складі національної збірної Парагваю. Наразі провів у формі головної команди країни 40 матчів, забивши 3 голи.
У складі збірної був учасником розіграшу Кубка Америки 2015 року у Чилі, розіграшу Кубка Америки 2016 року в США, розіграшу Кубка Америки 2019 року та розіграшу Кубка Америки 2021 року в Бразилії.

## Титули і досягнення
- Чемпіон Парагваю (2):

«Серро Портеньйо»: 2012А, 2013К
- Чемпіон Аргентини (1):

«Бока Хуніорс»: 2022
- Володар Суперкубка Аргентини (1):

«Бока Хуніорс»: 2022
- Чемпіон Бразилії (1):

«Ботафогу»: 2024
- Володар Кубка Лібертадорес (1):

«Ботафогу»: 2024